# Kivudillo benoiti
Kivudillo benoiti är en kräftdjursart som beskrevs av Franco Ferrara och Stefano Taiti 1976. Kivudillo benoiti ingår i släktet Kivudillo och familjen Eubelidae. Inga underarter finns listade i Catalogue of Life.